# Dolichopodomintho takanoi
Dolichopodomintho takanoi är en tvåvingeart som beskrevs av Louis-Paul Mesnil 1973. Dolichopodomintho takanoi ingår i släktet Dolichopodomintho och familjen parasitflugor. Inga underarter finns listade i Catalogue of Life.